# Live at the Apollo with David Ruffin and Eddie Kendricks
Live at the Apollo with David Ruffin and Eddie Kendricks è il secondo album dal vivo del duo Hall & Oates, pubblicato nel 1985.
I cantanti David Ruffin e Eddie Kendricks appaiono in veste di ospiti.

## Tracce
1. Apollo Medley: Get Ready/Ain't Too Proud to Beg/The Way You Do the Things You Do/My Girl – 12:49
2. When Something is Wrong with My Baby – 4:44
3. Everytime You Go Away – 7:07
4. I Can't Go for That (No Can Do) – 7:58
5. One On One – 5:50
6. Possession Obsession – 5:54
7. Adult Education – 6:34